# Sextuor pour piano et cordes (Glinka)
Le Sextuor pour piano et cordes en mi bémol majeur dit Gran Sestetto originale en mi bémol majeur est un sextuor pour deux violons, alto, violoncelle, contrebasse et piano de Mikhaïl Glinka.

## Contexte et création
Mikhaïl Glinka compose son sextuor en 1832, et le dédie à Sofia Medici di Marchesi di Marignani. Pour piano et quintette à cordes, le sextuor était d'abord destiné à la fille du docteur Filippi, médecin du compositeur à ce moment-là. Cependant, elle ne reçoit pas la dédicace du fait de son mariage et suggère à la place qu'elle soit offerte plutôt à une de ses amies : Sofia Medici di Marchesi di Marignani. C'est en octobre 1832 que le compositeur achève son sextuor et joué immédiatement par des amis italiens. En juin 1833, l'œuvre est publiée par la Casa Ricordi. Une première édition critique est faite en russe en 1881, sous la direction de Mili Balakirev à qui on doit l'exergue de la partition de cette époque : « Le meilleur de tous les sextuors ». L'œuvre est jouée dès 1834 en Russie et est bien accueillie par la critique. Le critique Melgounov estimait que l'œuvre « rassemblait dans un tout homogène les différentes qualités de la musique d'époque : le brillant, la mélodie et la science du contrepoint ».

## Structure
1. Allegro
2. Andante
3. Finale : Allegro con spirito

La durée d'exécution est d'environ vingt-six minutes.

## Analyse

### Allegro
L'œuvre s'ouvre par le piano, posant la tonalité de mi bémol majeur, et montre sa conduite du propos. L'Allegro est de forme sonate classique, et permet d'entendre un premier thème élégant et orné. Le second thème, plus sensible, est confié au violoncelle. Le développement n'offre pas de surprise, contrairement à la réexposition : lorsque le second thème revient, il est exposé dans la tonalité de do majeur et non de mi bémol majeur. Cette technique de réexposition se retrouve aussi dans le finale.

### Andante
Le mouvement central est une sérénade en sol majeur, avec un intermède aux accents bohèmes et confié au violon.

### Finale
Le troisième et dernier mouvement présente d'abord une section contrastée où trois thèmes se succèdent. Le premier thème est franc et affirmé tout en étant concertant avec ses oppositions dynamiques. Le deuxième est un accompagnement opératique. Enfin, le troisième thème est le seul aux accents russes, avec une ligne chromatique et une grande simplicité.